# Ranzania japonica
Ranzania japonica är en berberisväxtart som först beskrevs av T. Ito, och fick sitt nu gällande namn av T. Ito. Ranzania japonica ingår i släktet Ranzania och familjen berberisväxter. Inga underarter finns listade i Catalogue of Life.

## Bildgalleri

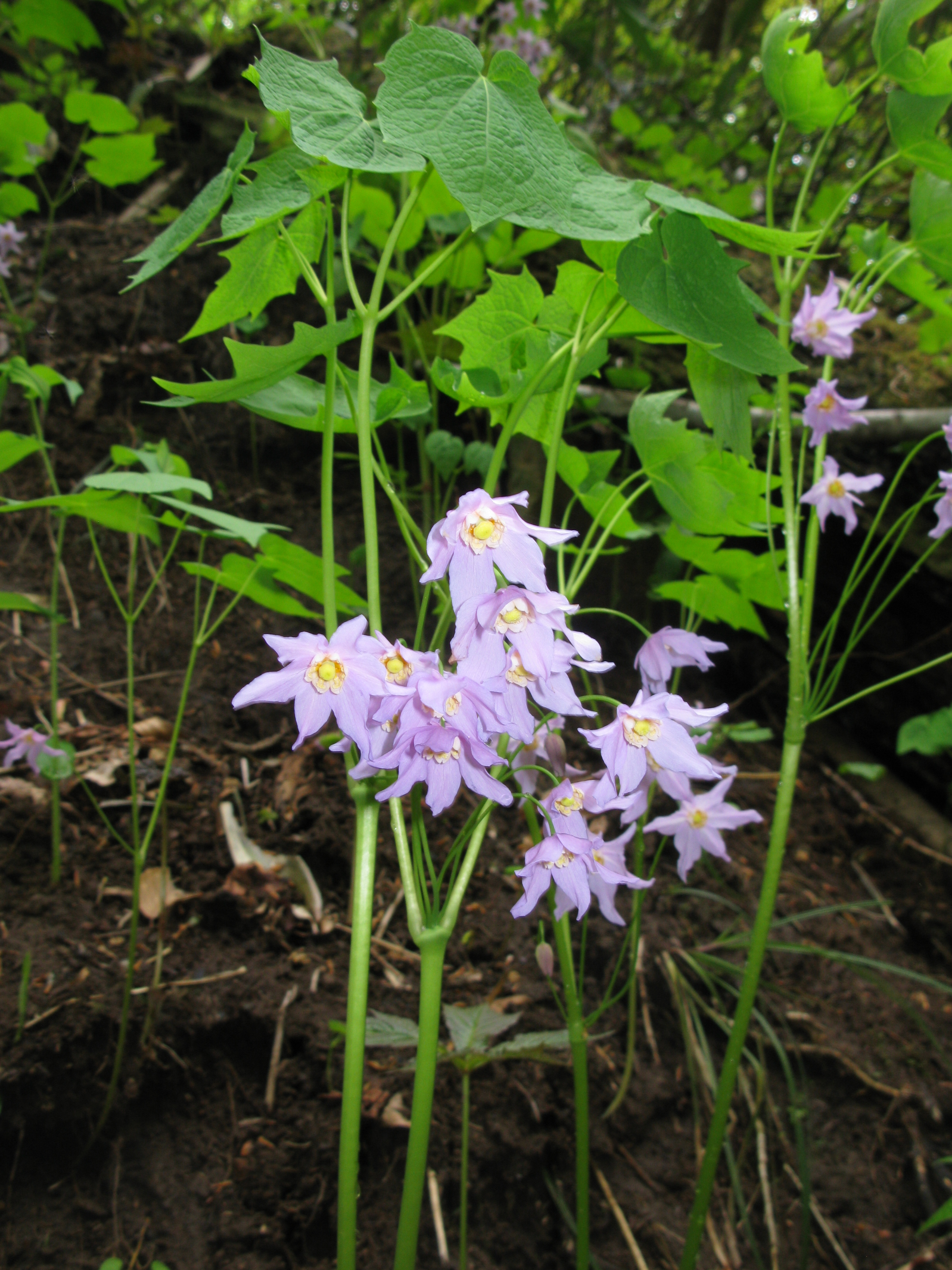
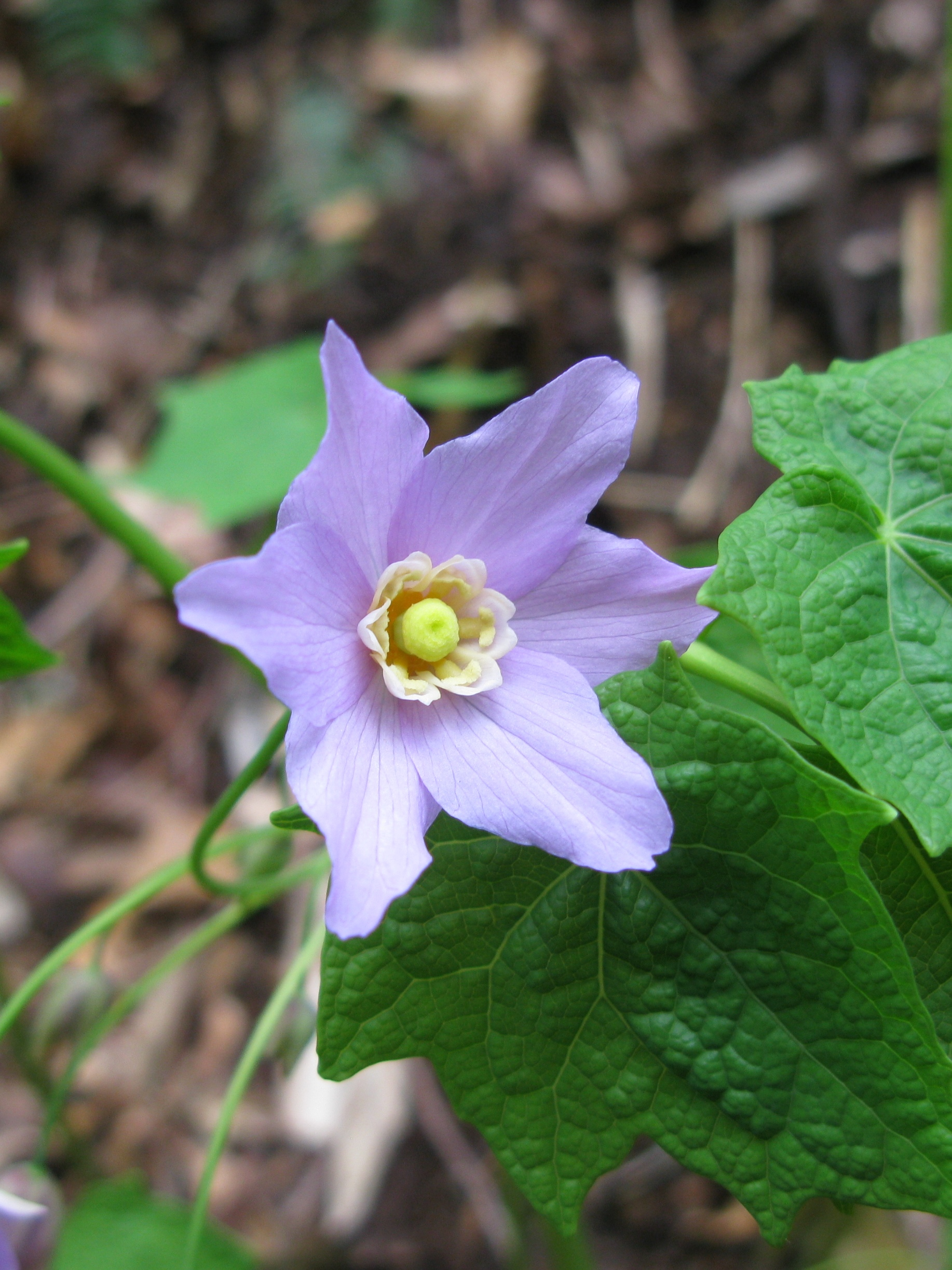
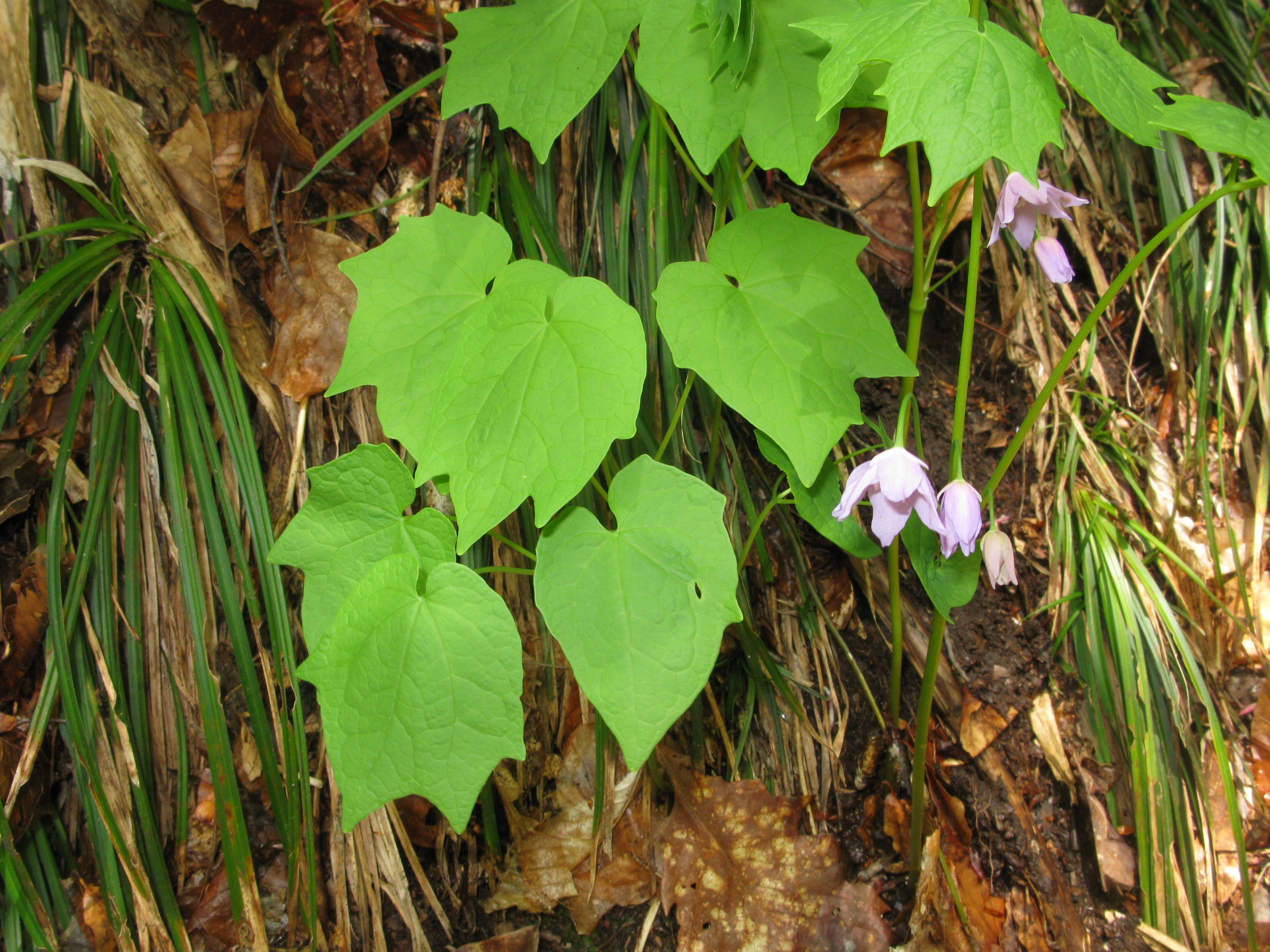
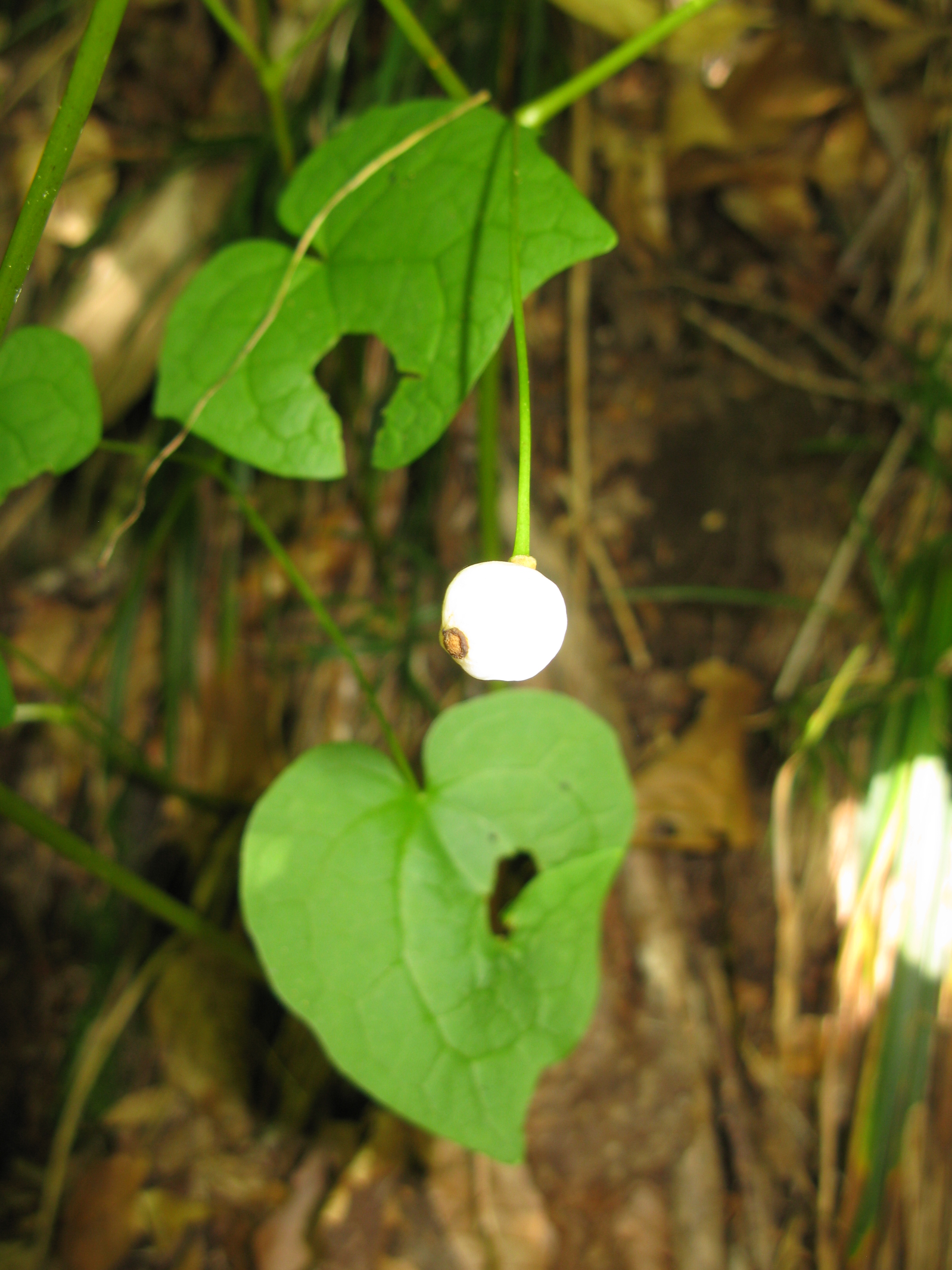
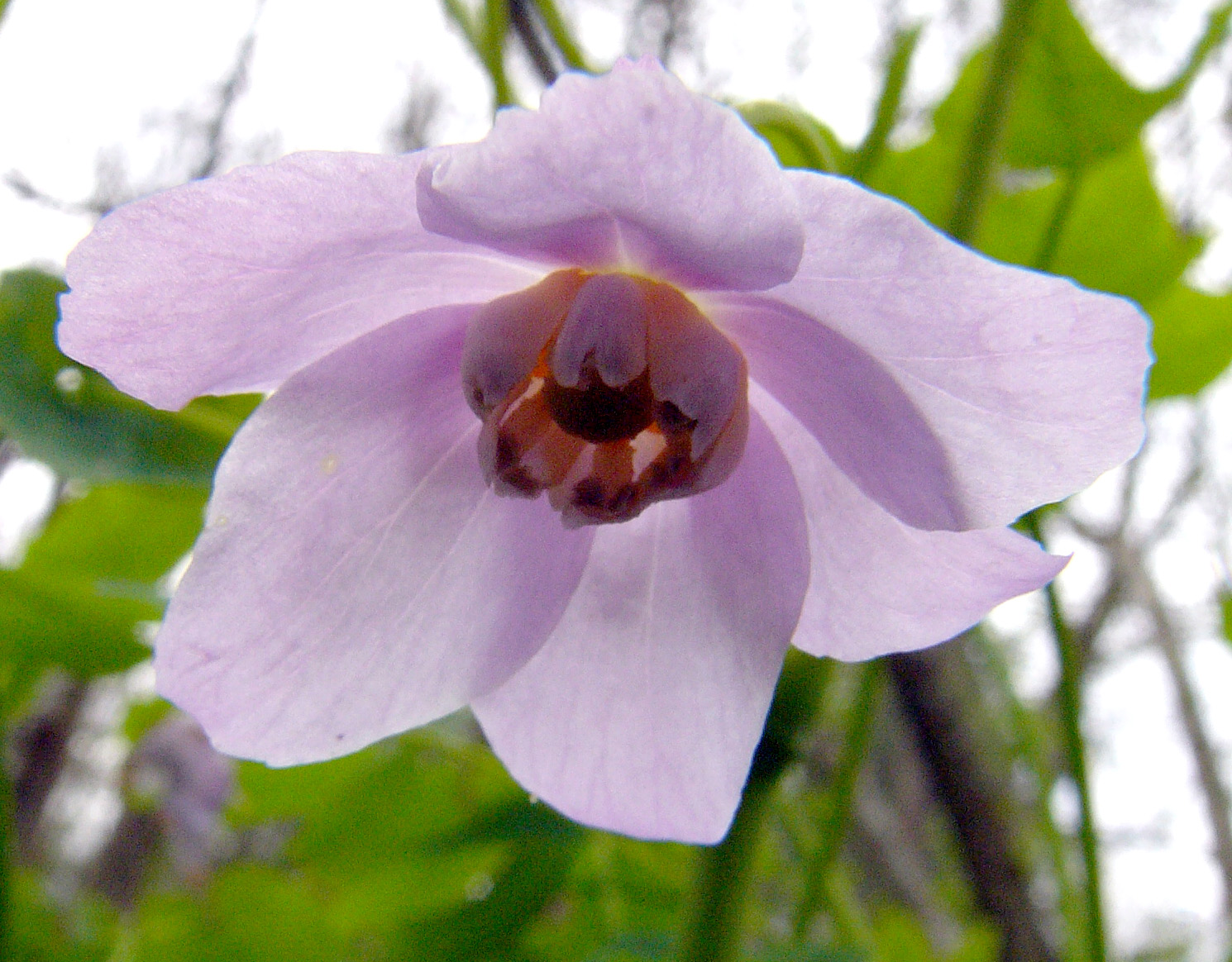
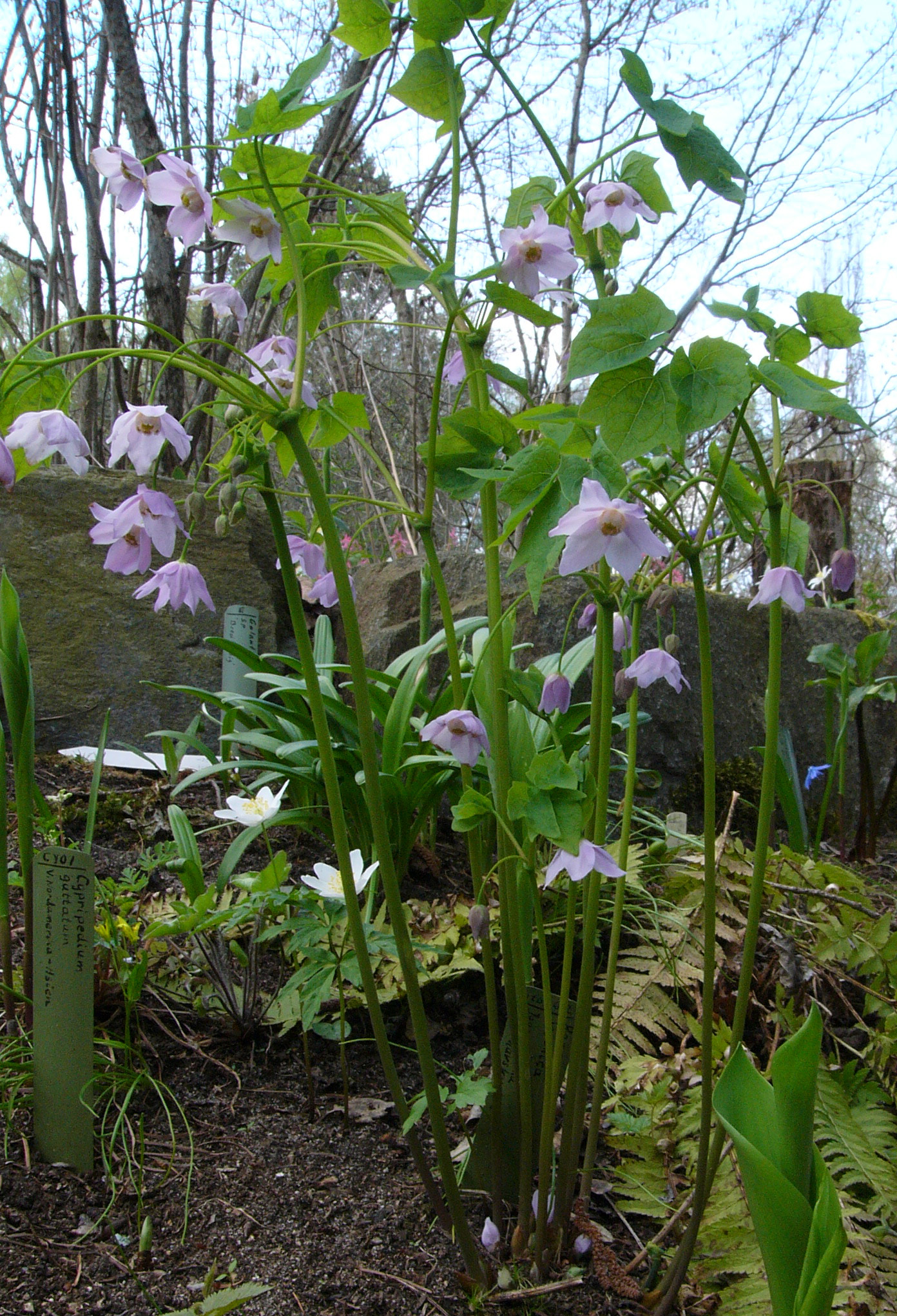